# Адак

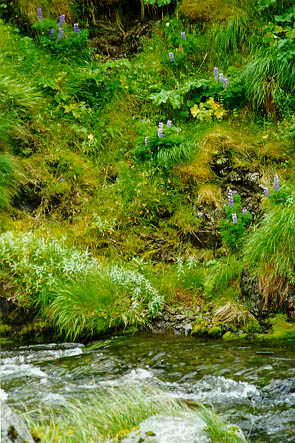

Острів Адак — (англ. Adak Island, алеут. Адаҳ) — один з Андреянівських островів, які є частиною Алеутських островів. В адміністративному відношені входить до складу штату Аляска, США. Населення острову за даними перепису 2010 року складає 326 чоловік.

## Географія

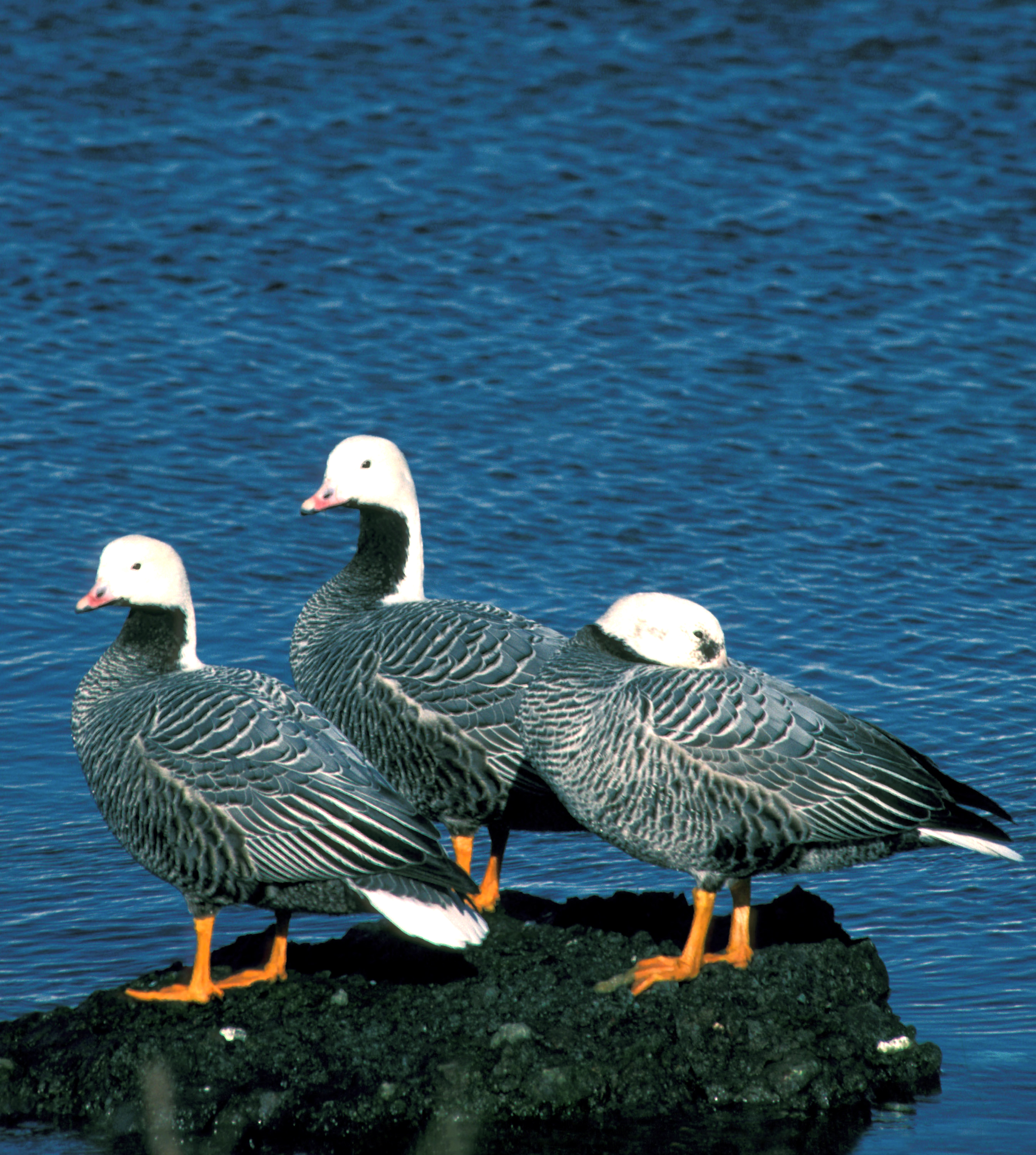
Імператорські гуси на острові Адак

Площа Адака складає 711,18 км² і він є 25-м за величиною островом США. Острів складає 54,5 км в довжину та близько 35 км у ширину. Найвища точка (гора Моффетт) высотою 1196 м над рівнем моря розміщена біля північно-західної окраїни острова. Острів гористий, вкритий тундровою рослинністю, мохами, лишайниками та папоротями. Папороть Polystichum aleuticum, яка знаходиться під загрозою зникнення, є ендеміком острову Адак[1].

## Геологія
На острові знаходяться два вулкани: Адагдак та гора Моффет. Назва вулканічної породи адайкіт пішла від назви острову Адак.

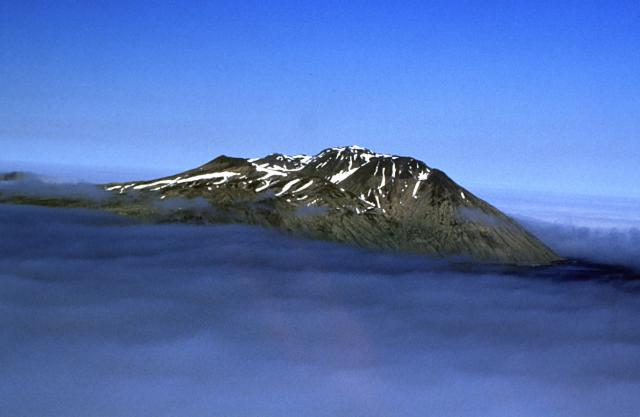
Адагдак